# Odile Barski
Odile Barski (París, 1946) es una escritora y guionista francesa conocida por sus trabajos en Violette Nozière (1978) o Borrachera de poder (2006). Esposa del director Marco Pauly, madre del actor y director de cine Rodolphe Pauly, y de la cantante y actriz Adrienne Pauly.

## Obras

### Novelas
- Zoé en mai, ediciones Robert Laffont, 1973
- Chambre 12 n'oublie pas, ediciones Robert Laffont, 1983
- L'Entorse, ediciones Robert Laffont, 1988
- Le Maître enchanteur, ediciones Robert Laffont, 1989
- Lecomte Thérèse, ediciones  Jean-Claude Lattès, 1996; reedición de Éditions du Masque, 2009
- Comment sera la fin, ediciones Joëlle Losfeld, 2004
- Et tout à coup ce rouge, Éditions du Masque, 2007
- Transferts de fonds, Éditions du Masque, 2009
- Never mort, Éditions du Masque, 2011
- Quartier libre, ediciones Flammarion, 2013
- Le Manteau réversible, La Grande Ourse, 2015

### Teatro
- Le Livre des fuites, adaptación de la novela de Jean-Marie Le Clézio, con François Marthouret; 1995

## Filmografía

### Cine
- 2013: Tip Top de Serge Bozon (guion escrito en coautoría con Axelle Ropert y Serge Bozon)
- 2009: L'Envie de vivre de Claude Miller (coguinista, adaptación y diálogos)
- 2008: Sous les étoiles, d'après le roman de Chochana Boukhobza, Éditions du Seuil
- 2007: La Fille du RER d'André Téchiné (coguionista, adaptación y diálogos)
- 2007: Bellamy de Claude Chabrol (coguionista, adaptación y diálogos)
- 2004: Borrachera de poder de Claude Chabrol (coguionista, adaptación y diálogos)
- 1998: Au cœur du mensonge de Claude Chabrol (coguionista, adaptación y diálogos)
- 1993: La Poudre aux yeux de Maurice Dugowson, a partir de la idea original de Maurice Achard
- 1990: Sans un cri de Jeanne Labrune
- 1988: Docteur M de Claude Chabrol (coautor y diálogos)
- 1987: Le Cri du hibou de Claude Chabrol (adaptación y diálogos)
- 1986: Masques de Claude Chabrol (guion)
- 1981: Le Sang des autres de Claude Chabrol (coadaptación y diálogos)
- 1979: Le Cœur à l'envers de Franck Apprederis (coadaptación con Gérard Brach)
- 1978: Violette Nozière de Claude Chabrol (adaptación y diálogos)
- 1976: Les Conquistadores de Marco Pauly (guion, adaptación y diálogos)

### Televisión
- 2015: Le Vagabond de la Baie de Somme de Claude-Michel Rome
- 2013: Le commissaire dans la truffière, de Bruno Gantillon
- 2012: Le Secret des andrônes de Bruno Gantillon
- 2011: Le Tombeau d'Hélios de Bruno Gantillon
- 2010: Le Sang des Atrides de Bruno Gantillon
- 2010: Jade de Laurence Katrian
- 2009: L'Évasion de Laurence Katrian, TF1 (diálogos y adaptación)
- 2008: La Loi des amants de Marco Pauly
- 2006: Charlotte Corday de Henri Helman, France 3
- 2006: Le Sang des Atrides de Bruno Gantillon (guion, adaptación y diálogos de la novela de Pierre Magnan
- 2004: La Boîte à images de Marco Pauly, France 3 (guion, adaptación y diálogos)
- 2003: Les Courriers de la mort (adaptación y diálogos)
- 2003: Une vie en retour de Daniel Janneau (guion, adaptación y diálogos)
- 2003: L'Affaire Dominici de Pierre Boutron, TF1 (adaptación y diálogos)
- 2001: Le Prix de l'honneur de Gérard Marx (adaptación y diálogos)
- 2000: Jalousie de Marco Pauly (coguionista, adaptación y diálogos)
- 2000: Romance sans paroles de Jean-Daniel Verhaeghe (guion, adaptación y diálogos)
- 2000: Détectives: L'Ogre des bas-fonds, del libro de René Reouven (guion, adaptación y diálogos)
- 1999: Sissi de Jean-Daniel Verhaeghe (adaptación y diálogos)
- 1999: Zaïde de Josée Dayan (guion)
- 1999: L'Interpellation de Marco Pauly (guion, adaptación y diálogos)
- 1998: La Caracole de Marco Pauly (guion, adaptación y diálogos), serie de 2 episodios
- 1998: Pur Sang de Marco Pauly (guion, adaptación y diálogos)
- 1998: Famille de cœur de Gérard Vergés (guion, adaptación y diálogos)
- 1997: Les Semailles et les Moissons de Christian François, de la obra Henri Troyat (guion, adaptación y diálogos)
- 1996: Victor et François de Josée Dayan (coadaptación y diálogos)
- 1996: Hors limites: Le Piège y Mariage à la bulgare de Denis Berry (coadaptación y diálogos)
- 1996: Un homme de Robert Mazoyer (coadaptación y diálogos)
- 1995: Avocat d'office: Marchand de rêve de Daniel Vigne (guion y diálogos), a partir de una idea original de Gabriel Aghion
- 1993: Police secrets: Un alibi en or (coadaptación y diálogos)
- 1992: Virginie Ravel, de la idea original de Michel Martens y Laurence Bachman (coautor con Michel Martens por los episodios 1, 2, 3, 5 y 6; coautor con Jean-Guy Gingembre para el episodio 4)
- 1990: Warburg, le banquier des princes de Moshé Mizrahi, de la novela de Jacques Attali (coadaptación y diálogos)
- 1989: Fine Romance (adaptación al francés)
- 1988: Pas de deux (coadaptación)
- 1986-1992: La Mafia, serie 1 a 4 (adaptación y diálogos con Ennio de Concini)
- 1986: La Bavure de Nicolas Ribowski (guion y diálogos)
- 1979: Monsieur Prokofiev (colección Les Grands Musiciens) de Claude Chabrol (guion, adaptación y diálogos)
- 1976: Madame le juge: 2 + 2 = 4 de Claude Chabrol (guion, adaptación y diálogos)